# Хронологія української анімації

## До 1940
- 1927 — Казка про солом'яного бичка, Українізація, Десять
- 1928 — Казка про Білку-хазяєчку та Мишу-лиходієчку
- 1929 — Варення з полуниць, Сам собі Робінзон
- 1934 — Мурзілка в Африці, Тук-тук і Жук, Чемпіон мимоволі, Жук в зоопарку
- 1937 — Лісова угода
- 1938 — Папанінці
- 1939 — Заборонений папуга

## 1960-ті
- 1960 — Веснянка
- 1961 — Пригоди Перця
- 1962 — Пушок і Дружок, П'яні вовки, Супутниця королеви
- 1963 — Веселий художник, Заєць та їжак, Золоте яєчко, Непосида, М'якуш і Нетак
- 1964 — Водопровід на город, Лелеченя, Мишко + Машка, Невмивака, Таємниця чорного короля
- 1965 — Життя навпіл, Зелена кнопка, Казка про царевича і трьох лікарів, Микита Кожум'яка
- 1966 — Маруся Богуславка, Ведмедик і той, що живе в річці, Злісний розтрощувач яєць, Літери з ящика радиста, Осколки, Чому у півня короткі штанці
- 1967 — Як козаки куліш варили, Зенітка, Колумб пристає до берега, Легенда про полум'яне серце, Пісенька в лісі, Розпатланий горобець, Тяв і Гав
- 1968 — Івасик-Телесик, Казка про місячне світло, Камінь на дорозі, Людина, що вміла літати, Музичні малюнки, Осіння риболовля, Опудало, Подарунок
- 1969 — Кит і кіт, Кримська легенда, Людина, яка вміла робити дива, Марс XX, Містерія-буф, Пригоди козака Енея, Страшний звір, Як козак щастя шукав

## 1970-ті
- 1970 — Як козаки у футбол грали,  Журавлик, Казка про доброго носорога, Каченя Тім, Короткі історії, Котигорошко, Некмітливий горобець, Хлопчик і хмаринка, Чарівні окуляри, Як їжачок шубку міняв
- 1971 — Вася і динозавр, День восьмий, або перший урок мислення, Дивовижне китеня, Кульбаба — товсті щоки, Про смугасте слоненя, Страшний, сірий, кудлатий, Чарівник Ох
- 1972 — А ви, друзі, як не сідайте…, Бегемот та сонце, Братик Кролик та братик Лис, Навколо світу мимоволі, Про порося, яке вміло грати у шашки, Сказання про Ігорів похід, Тигреня в чайнику, Як жінки чоловіків продавали
- 1973 — Як козаки наречених визволяли, Була у слона мрія, Веселе курча, Мишеня, яке хотіло бути схожим на людину, Парасолька на полюванні, Парасолька на риболовлі, Пригоди жирафки, Таємниця країни суниць, Теплий хліб Чому в ялинки колючі хвоїнки
- 1974 — Кіт Базиліо і мишеня Пік, Людина і слово, Ниточка і кошеня, Оленятко — білі ріжки, Півник і сонечко, Пригоди малюка Гіпопо, У світі пернатих, Хлопчик з вуздечкою, Що на що схоже, Вересовий мед, Казка про білу крижинку, Казка про яблуню
- 1975 — Як козаки сіль купували, А нам допоможе робот..., Казки про машини, Казки райського саду, Найдорожчий малюнок, Обережно — нерви!, Парасолька і автомобіль, Салют, Чотири нерозлучні таргани та цвіркунець, Як їжачок і ведмедик зустрічали Новий рік
- 1976 — Пригоди капітана Врунгеля, Парасолька стає дружинником, Казка про жадібність, Козлик та його горе, Козлик та ослик, Лісова пісня, Музичні казки, Парасолька стає дружинником, Справа доручається детективу Тедді, Тато, мама і золота рибка, Як годували ведмежа, Як чоловіки жінок провчили
- 1977 — Лисичка з качалкою, Найголовніший горобець, Нікудишко, Парасолька на модному курорті, Пригоди коваля Вакули, Справжній ведмедик, Тяп-ляп, Хто в лісі хазяїн?, Як песик і кошеня мили підлогу, Чому у віслюка довгі вуха
- 1978 — Як козаки олімпійцями стали, Ватажок, Курча в клітиночку, Нічні капітани, Паперовий змій, Перша зима, Свара, Хто отримає ананас?
- 1979 — Як козаки мушкетерам допомагали, Грицькові книжки, Золоторогий олень, Квітка папороті, Кольорове молоко, Кошеня, Люлька миру, Як несли стіл, Лінь

## 1980-ті
- 1980 — Капітошка, Таємниця приворотного зілля, Одного разу я прийшов додому, Парасолька в цирку, Пиріг зі сміяницею, Пригода на дачі, Чумацкий шлях
- 1981 — Аліса у країні див, Ванька Жуков, Золоте курча, І сестра їх Либідь, Партизанська снігуронька, Сімейний марафон, Сонячний коровай
- 1982 — Ба-бу-сю!, Весілля Свічки, Дощику, дощику, припусти!, Дуже давня казка, Журавлик, Колосок, Лис і дрізд, Черевички, Плутанина
- 1983 — День, коли щастить, Дерево і кішка, Посилка з Бомбея
- 1984 — Як Петрик П'яточкин слоників рахував, Двоє справедливих курчат, Колискова, Лікар Айболить, Про всіх на світі, Як козаки на весіллі гуляли
- 1985 — Дівчинка та зайці, Жили-пили, Іванко та воронячий цар, Із життя пернатих, Гра, Відчайдушний кіт Васька
- 1986 — Батькова наука, Історія про дівчинку, яка наступила на хліб, Острів скарбів, Ґаврош, Бій
- 1987 — Біла арена, Друзі мої, де ви?, Як козаки інопланетян зустрічали
- 1988 — Де ти, мій коню?.., Дострибни до хмаринки, З життя олівців, Ой, куди ж ти їдеш?, Що тут коїться іще?!!, Страшна помста, Правда крупним планом
- 1989 — Івасик-Телесик, Останній бій, Три Паньки, Недоколисана, Ерік

## 1990-ті
- 1990 — Горщик-сміхотун, Дерев'яні чоловічки, Мотузочка, Навколо шахів, Три Паньки хазяйнують, Безтолковий вомбат, Любов і смерть картоплі звичайної, Найсправжнісінька пригода, Страсті-мордасті
- 1991 — Було скучно, Енеїда, Три Паньки на ярмарку, Чому зникла шапка-невидимка
- 1992 — Богданчик і барабан, Знайда, Круглячок, ...Ми — чоловіки!
- 1993 — Тредичіно, Клініка
- 1994 — День народження Юлії, Історія одного Поросятка, Цап та Баран
- 1995 — Як козаки у хокей грали, Грицеві писанки, Казка про богиню Мокошу, В країні Альхоків
- 1996 — Вій, Тополя, Остання дружина Синьої Бороди, Рукавичка
- 1997 — Покрово-Покрівонько..., Ходить Гарбуз по городу..., Як метелик вивчав життя
- 1998 — Синя шапочка
- 1999 — Як у нашого Омелечка невеличка сімеєчка, Залізний вовк

## 2000-ні
- 2000 — Зерно, Літачок Ліп
- 2001 — Світла особистість
- 2002 — Одноразова вічність
- 2003 — Наступний
- 2004 — Ключ, Війна яблук та гусені
- 2005 — Про кішку, що впала з неба
- 2006 — Чарований запорожець, Живчик та його друзі
- 2007 — Лис Микита
- 2008 — Про Аліка і Льоліка
- 2009 — Стати твердим

## 2010-ті
- 2012 — Ескімоска, Пригоди Котигорошка та його друзів, Казкова Русь
- 2013 — Двісті перша, 210 добрих справ, Лежень, Птахи, Дідочок задумав женитися, Літа мої..., Наша файта
- 2014 — Бабай
- 2015 — Професіонали
- 2016 — Козаки. Футбол, Микита Кожум'яка, Шнурки
- 2017 — Кобзар 2015, Причинна, Чудове чудовисько
- 2018 — Викрадена принцеса: Руслан і Людмила, Світ навпаки, Мімікрія, Пін Пінгвін, Голодний дух
- 2019 — Кохання, Клара та чарівний дракон, Небезпечна зона, Чортовийки, Сама собі тут, Цар Плаксій і Лоскотон, Дух лісу

## 2020-ті
- 2020 — Віктор Робот, Гуллівер повертається, 210 добрих справ (серіал)
- 2021 — Слоуни, Хоробрі зайці, Тигр блукає поруч, Виходь, Masha, Дивосвіт
- 2022 — Украдений місяць. Кум, Університет Чупарського, Хаппі та її суперсила
- 2023 — Мавка. Лісова пісня, Пес Патрон, Україна. Нескорені міста
- 2024 — На краю світів, Правда & Кривда
- 2025 —